# Хорвати в Данії
Хорвати в Данії (хорв. Hrvati u Danskoj) — уродженці Данії з повним або частковим хорватським корінням та особи хорватського походження, які народилися в інших країнах і проживають у Данії.
Перша значна еміграція хорватів у Данію відбулася в 1950-х роках, коли туди, як і у Швецію, переселялися політичні біженці з італійських і австрійських таборів переміщених осіб та економічні мігранти. Однак більшість данських хорватів іммігрувала в 1960-х роках. Наступна велика хвиля імміграції, хоча й менш чисельна, ніж у 1960-х, припадає на 80-90-ті роки ХХ століття. У 1990-х роках хорвати здебільшого емігрували з Боснії та Герцеговини. 
Кількість хорватів у Данії до моменту вступу Хорватії в ЄС становила близько 1000 осіб. Після набуття Хорватією членства в ЄС тенденції змінилися. Кількість хорватських іммігрантів у Данію з липня 2013 року помітно зросла так, що нині в Данії проживає 2500 хорватів. Більшість із них живе в Копенгагені та його околицях, за ними йдуть великі міста Орхус і Ольборг — обидва на півострові Ютландія.
На початку 2012 року засновано та зареєстровано в Копенгагені Хорватську культурну асоціацію в Данії (хорв. Hrvatska kulturna udruga u Danskoj, дан. Den kroatiske kulturforening i Danmark), яка вже припинила діяльність. У соціальних мережах є кілька груп, які гуртують хорватів Данії.